# رضا عطية
مدرب و لاعب كرة قدم ليبي لعب لنادي الأهلي طرابلس و المنتخب الليبي لكرة القدم

## بداياته
تدرج اللاعب بفرق الناشئين بالنادي الأهلي طرابلس إلى أن وصل إلى الفريق الأول في النادي و تحصل معه على عديد البطولات و الكؤوس المحلية آنذاك

## لحظات مهمة في تاريخه
وصل اللاعب مع النادي الأهلي طرابلس إلى نهائي كأس الكؤوس الأفريقية 1984 كما أنه لعب مع المنتخب الوطني ضد فريق فلامينغو البرازيلي و التي انتهت بنتيجة 2-0 لصالح المنتخب الليبي لكرة القدم و كان رضا صاحب أحد الهدفين كما أنه وصل إلى المباراة الحاسمة مع المنتخب الليبي لكرة القدم و كانو على بعد خطوات من التأهل لكأس العالم 1986 و التي تأهلت لها المغرب بدلا من ليبيا و بفارق الأهداف ...

## التدريب
```
تولى رضا عطية مهمة تدريب عديد الفرق و حتى المنتخبات الوطنية الليبية مثل المنتخب الأولمبي الليبي من الفترة 2001 - 2004 و فريق وفاق صبراتة سنة 2008
```

## وصلات خارجية
رضا عطية - منتدى الرياضة الليبية